# Анапурна
 Тази статия е за планинската верига.  За индийската богиня вижте Парвати.  
Анапурна е планински масив с дължина 55 km в главния хималайски хребет в западната част на Непал. Най-високата точка е връх Анапурна I (8091 m), с което се нарежда на 10-о място по височина от 14-те осемхилядници в света. Считан е за най-опасния осемхилядник, като статистиката до 2015 г. сочи , че до този момент смъртността сред алпинистите е 32%. Въпреки това, Анапурна е първият осемхилядник, изкачен от френска експедиция през 1950 г. (3 години преди първото успешно изкачване на Джомолунгма).

## География
Масивът Анапурна се състои от следните върхове:
| Връх          | Височина, m | Географски координати                                             |
| ------------- | ----------- | ----------------------------------------------------------------- |
| Анапурна I    | 8091        | 28°35′42″ с. ш. 83°49′08.4″ и. д. / 28.595° с. ш. 83.819° и. д.   |
| Анапурна II   | 7937        | 28°32′20.4″ с. ш. 84°08′13.2″ и. д. / 28.539° с. ш. 84.137° и. д. |
| Анапурна III  | 7555        | 28°35′06″ с. ш. 84°00′00″ и. д. / 28.585° с. ш. 84° и. д.         |
| Анапурна IV   | 7525        | 28°32′20.4″ с. ш. 84°05′13.2″ и. д. / 28.539° с. ш. 84.087° и. д. |
| Гангапурна    | 7455        | 28°36′21.6″ с. ш. 83°57′54″ и. д. / 28.606° с. ш. 83.965° и. д.   |
| Южна Анапурна | 7219        | 28°31′04.8″ с. ш. 83°48′21.6″ и. д. / 28.518° с. ш. 83.806° и. д. |

## Име
Името Анапурна (на санскрит अन्नपूर्ण) буквално означава „пълна с храна“, но обикновено се превежда като „богиня на реколтата“.

## Първо изкачване
За пръв път върхът Анапурна I е изкачен на 3 юни 1950 г. от Морис Eрцог и Луи Лашенал в състава на френска експедиция, водена от Морис Eрцог. Първото зимно изкачване е осъществено на 3 февруари 1987 г. от полските алпинисти Йежи Кукучка и Артур Хайзер.

## Български експедиции и изкачвания
Първото българско изкачване е по време на третата национална експедиция „Анапурна-89“. На 28 октомври 1989 г. Петър Панайотов, Огнян Стойков и Людмил Янакиев стигат до върха от северния базов лагер. На слизане те срещат отказалия се преди това Милен Метков, решил да тръгне към върха. Не успяват да го разубедят и Огнян Стойков, за да не го остави сам, тръгва с него отново нагоре. Попадат в непрогледна мъгла и изчезват безследно.
На 30 април 2016 г. Боян Петров изкачва върха без кислород и шерпи, каквито използва изкачилият се на следващия ден Атанас Скатов.
| Дата             | Алпинист        | Бележки      |
| ---------------- | --------------- | ------------ |
| 28 октомври 1989 | Петър Панайотов | от север     |
| 28 октомври 1989 | Огнян Стойков   | от север     |
| 28 октомври 1989 | Людмил Янакиев  | от север     |
| 30 април 2016    | Боян Петров     | без кислород |
| 1 май 2016       | Атанас Скатов   |              |

## Интересни факти
- Има най-малко успешни изкачвания
- Има най-високата смъртност
- Първият осемхилядник, изкачен от човек (3 юни 1950 г.).